# Cola greenwayi
Cola greenwayi är en malvaväxtart som beskrevs av John Patrick Micklethwait Brenan. Cola greenwayi ingår i släktet Cola och familjen malvaväxter. Utöver nominatformen finns också underarten C. g. keniensis.